# 짐니체아
짐니체아(루마니아어: Zimnicea)는 루마니아 남부에 위치한 텔레오르만주의 도시로 면적은 131.31km2, 인구는 39,172명(2011년 기준)이다. 다뉴브강 좌안과 접하며 부쿠레슈티에서 약 122km, 알렉산드리아에서 약 39km 정도 떨어진 곳에 위치한다. 강 반대쪽에는 불가리아 스비슈토프가 위치한다.

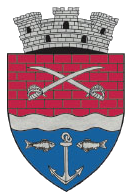
시 문장

## 인구
| 연도              | 인구   | ±%      |
| ----------------- | ------ | ------- |
| 1834              | 3,000  | —       |
| 1912              | 7,563  | +152.1% |
| 1930              | 10,879 | +43.8%  |
| 1948              | 11,056 | +1.6%   |
| 1956              | 12,445 | +12.6%  |
| 1966              | 13,231 | +6.3%   |
| 1977              | 13,964 | +5.5%   |
| 1992              | 17,128 | +22.7%  |
| 2002              | 15,672 | −8.5%   |
| 2011              | 14,058 | −10.3%  |
| 출처: Census data |        |         |

## 자매 도시
- 불가리아 스비슈토프
- 불가리아 니코폴
- 불가리아 벨레네
- 이탈리아 피에베에마누엘레
- 코트디부아르 부아케
- 우크라이나 니코폴